# Cristianismo não denominacional

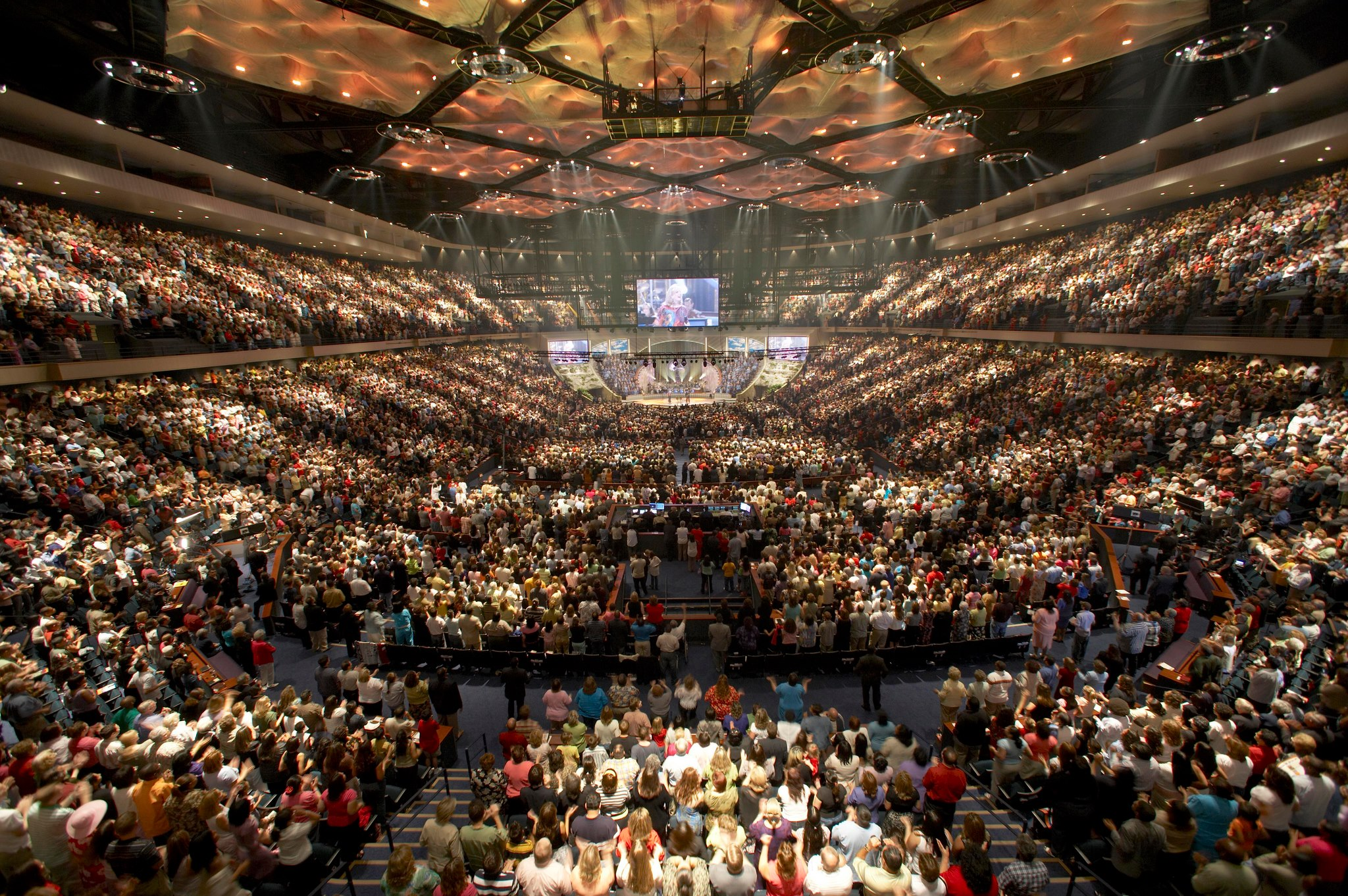
Lakewood Church, uma das maiores igrejas não denominacionais do mundo.

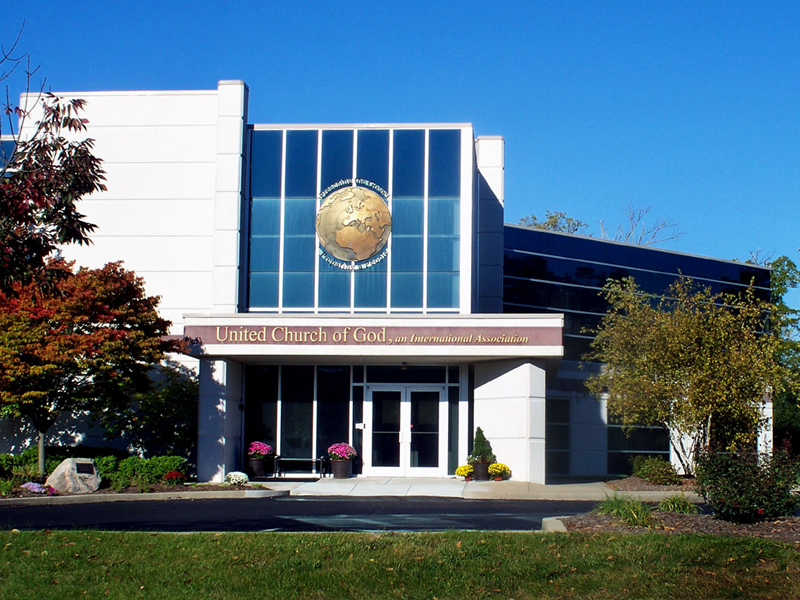
A Igreja de Deus Unida é uma das maiores igrejas não denominacionais a apostar em publicações doutrinárias cristãs.

O cristianismo não denominacional se refere à prática da fé cristã sem vínculo com qualquer denominação cristã específica, credo ou confissão. Algumas igrejas não denominacionais se caracterizam pela total independência da congregação local em relação a qualquer estrutura hierárquica ou autoridade governativa centralizada. Outras igrejas não denominacionais se organizam uma estrutura congregacional como as Igrejas de Cristo, mas rejeitam o uso do termo "denominação" para se descreverem, bem como consideram que os nomes, credos e confissões usados pelas denominações são desnecessários e geram divisão entre cristãos.

## História

### Pré Reforma Protestante
O Cristianismo, a princípio não era dividido em denominações, mas formado por uma única comunidade. Os seguidores de Jesus eram conhecidos apenas por cristãos, tal como mencionado em Atos 11:26.
| “ | «E sucedeu que todo um ano se reuniram naquela igreja, e ensinaram muita gente; e em Antioquia foram os discípulos, pela primeira vez, chamados cristãos.» (Atos 11:26) | ” |

Todavia, a partir da difusão do Cristianismo, surgiram estruturas de governo e resolução de conflitos. O Concílio de Jerusalém foi a primeira reunião que congregou os apóstolos e presbíteros para deliberaram quanto a não obrigatoriedade da circuncisão para os cristãos. Atos 15:6
Posteriormente, as igrejas em uma mesma região geográfica passaram a ficar sob supervisão de bispos e presbitérios.
A partir da Édito de Tessalônica, o Cristianismo tornou-se a religião oficial do Império Romano, organizando-se como uma igreja estatal.. A partir dos Concílio Ecumênicos, bispos de todo o império discutiam questões doutrinárias. Todavia, em alguns concílios grupos cristãos começaram a se separar por discordar das decisões dos concílios. 
O Primeiro Concílio de Éfeso foi rejeitado pela Igreja Assíria do Oriente. O Concílio de Calcedónia foi rejeitado pela Igreja Ortodoxa Copta, Igreja Ortodoxa Síria e Igreja Apostólica Armênia. 
E depois do Segundo Concílio de Niceia, a Igreja estatal do Império Romano se dividiu entre Igreja Católica Romana e Igreja Católica Ortodoxa.

### Reforma Protestante
Ao decorrer da história do Protestantismo, diversas autoridades desejaram que todos os cristãos protestantes se unissem e fossem reconhecidos apenas como "cristãos". Todavia, diferenças doutrinárias fizeram com que diversas grupos cristãos surgissem e adotassem nomes diferentes para se diferenciar. 
Martinho Lutero, Reforma Protestante, e cuja pregação mais tarde foi inspirada pela Igreja Luterana, expressou pessoalmente e em suas próprias palavras, o seu desejo de que não surgisse uma denominação cristã que levasse seu nome, quando ele disse:
João Calvino também expressou a esperança de que os apoiantes das suas interpretações não fossem chamados de calvinistas mas que fosse chamados apenas de cristãos. No entanto, muitos dos que concordaram com as interpretações de Lutero ou Calvino (e outros personagens), foram chamados de "luteranos" ou "calvinistas" no início, principalmente por seus inimigos ou adversários, incluindo a Igreja Católica, que popularizou o termo "protestante", desdenhosamente para chamar aqueles que não concordavam com os ritos católicos e interpretações e "protestassem" contra eles. Portanto, o termo "protestante" (cristãos não católicos), inicialmente não se chamava assim.
Da mesma forma, John Wesley, que estava relacionado com a origem do movimento e da denominação Metodista, deixou claro que seus motivos foram focados na construção e amadurecimento da fé cristã; e de nenhuma maneira fundar uma nova denominação cristã, que, contra a sua vontade, estava acontecendo. Wesley disse sobre isso:
Charles Spurgeon, disse:
Henry Ward Beecher, expressou sua recusa em chamar de "congregacionais" outros cristãos quando disse:
Albert Barnes, escreveu:
Da mesma forma, George Arthur Buttrick disse:
George Whitefield também deu um sermão na Pensilvânia, onde se opôs ao denominacionalismo, afirmando que no céu não há nomes, apenas os "cristãos". Da mesma forma, sabe-se que George Fox não tinha a intenção de fundar uma nova denominação, mas ele e seus amigos simplesmente desejavam compartilhar os princípios puros e verdadeiros do cristianismo na sua simplicidade original, no qual faziam se unindo para pregar às pessoas, orar ou adorar a Deus em encontros fraternos. No entanto, um juiz chamou de uma forma pejorativa, Fox e seus amigos de "Quakers" e assim foram chamando simpatizantes até que foi considerada uma denominação.
No Século XIX, Alexander e Thomas Campbell iniciaram um movimento  restauracionista, em oposição ao denominacionalismo. Tal movimento passou a ser conhecido como "Discípulos de Cristo". 

## Características
Algumas igrejas não denominacionais identificam-se unicamente com o cristianismo.
Cristãos que compartilham este ponto de vista, muitas vezes tendem a definir-se simplesmente como "cristãos" ou "cristão"; no entanto, por entender que não pertencem a nenhuma denominação doutrinária específica, muitas vezes são reconhecidos em diversas áreas como "cristão não denominacional" (em inglês: "non-denominational Christians")
Um argumento utilizado por cristãos não denominacionais, é de que os ensinamentos do Novo Testamento, os apóstolos e discípulos de Cristo não são rotulados com o nome de uma denominação específica, mas simplesmente foram chamados de "cristãos".
Também é importante mencionar que este tipo de cristianismo se opõe ao ecumenismo, já que o último considera a diversidade denominacional como aceitável, enquanto que para o Cristianismo não denominacional, a multiplicidade de denominações cristãs é algo inadequado.

## Congregações não denominacionais

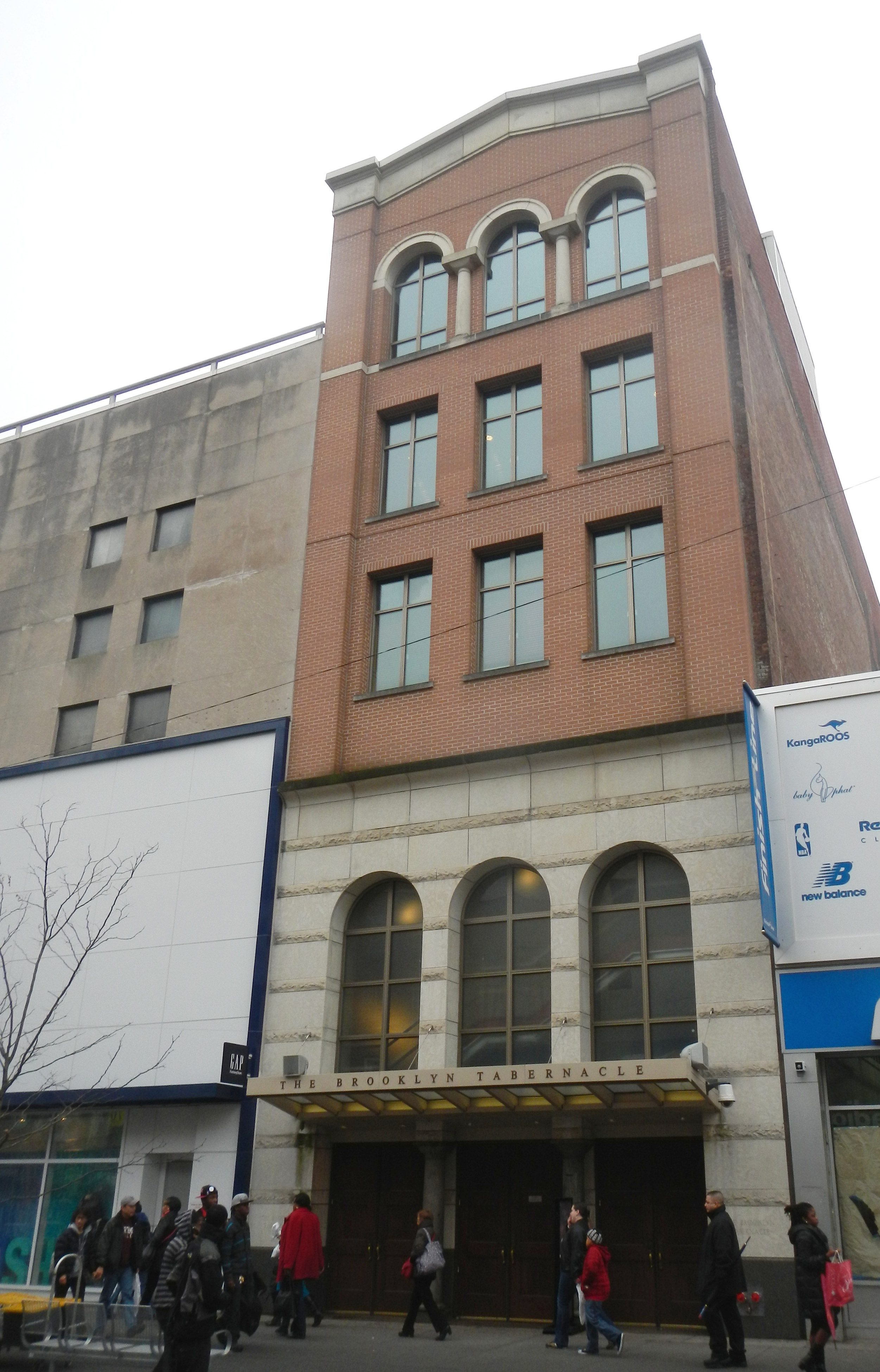
Brooklyn Tabernacle, uma das maiores igrejas em Nova York, é uma congregação não denominacional.

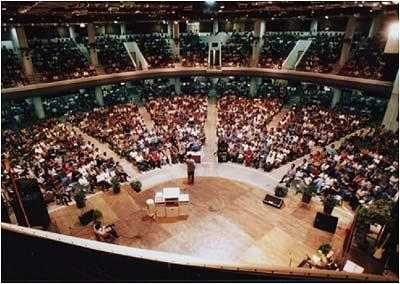
Bread of Life Ministries, uma das Igrejas das Filipinas sem denominação Cristã.

Estas congregações não possuem doutrinas litúrgicas estabelecidas ou tradições teológicas, em particular, ao contrário da católica, ortodoxa, luterana e muitos outros grupos, no entanto, algumas congregações deste tipo podem ter semelhanças com outras congregações, como semelhanças administrativas (seguindo a forma de funcionalidade interna) ou teológica (semelhança doutrinária a alguns aspectos).
Congregações deste tipo são independentes, ou seja, eles não estão submetidas a qualquer instituição religiosa "superior", pois se recusam a tomar como modelo as outras congregações denominacionais ou imitar todas as suas funcionalidades administrativas ou doutrinárias.
De acordo com um censo decenal de religiões dos EUA, feito pela Associação de Estatísticas de Órgãos Religiosos, (ASARB), as igrejas não denominacionais e independentes formam o terceiro maior grupo religioso nos EUA, com mais de 12 milhões de membros, de acordo com o informe.
Considera-se que as igrejas não denominacionais não são motivadas por doutrinas derivadas de rotinas estabelecidas em tradições denominacionais, em particular, muitas igrejas surgiram deixando rituais ou formalidades estipulados por organizações ou instituições religiosaS. no entanto, isso não significa que eles são desorganizados ou que não defendem ou utilizam qualquer doutrina ou comportamento cristão, geralmente defendem os ensinamentos cristãos específicos com base na fé cristã.

## Controvérsia
Em 2011, o professor evangélico americano Ed Stetzer atribuiu ao individualismo o motivo do aumento do número de igrejas evangélicas que afirmam ser cristianismo não denominacional.
Outra crítica ao movimento é a de que o não denominacional não cumpre o fim a que se propõe (acabar com a divisão entre cristãos), mas ao invés disso divide ainda mais o Cristianismo em incontáveis grupos de igrejas independentes.